# Comunità ebraica di Asti
Asti è sede di un'antica comunità ebraica, una delle più importanti della regione Piemonte, oggi sezione della comunità ebraica di Torino.

## La storia

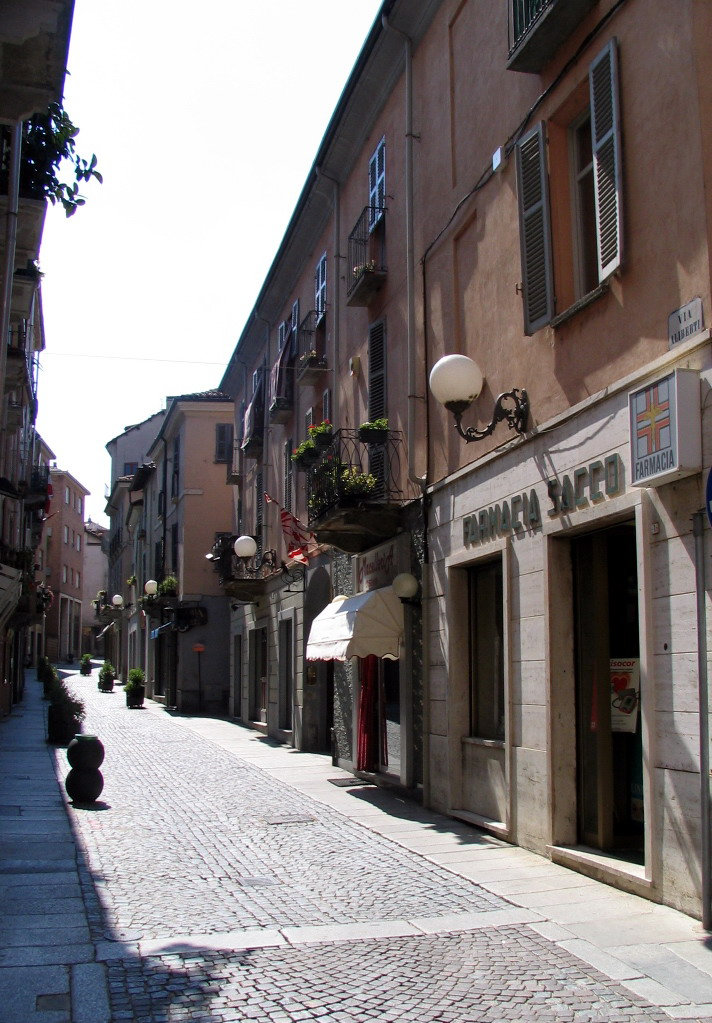
Entrata del ghetto

Una prima documentazione della presenza ebraica ad Asti è dell'812, ma furono le espulsioni degli ebrei da Spagna, Provenza e Valle del Reno a partire dal XIV secolo a portare ad un aumento significativo della popolazione ebraica ad Asti, Moncalvo e Fossano . Questi gruppi avevano il medesimo rituale liturgico (una combinazione del rituale askenazita e di quello antico francese) e parlavano un dialetto ebraico-piemontese.
Gli ebrei si dedicarono inizialmente alla conciatura delle pelli e alla tintura delle stoffe, mestieri che nel medioevo erano considerati impuri, a quasi completo appannaggio dei cittadini più angariati. La ventina dei pellicciai era infatti nel territorio d'insediamento ebraico. Essendo interdetti al possesso degli immobili, alcuni ebrei si dedicarono poi principalmente al credito su pegno (ad Asti, fino a pochi decenni fa, era ancora attiva la Banca Levi-Montalcini). 
Nel 1723, lo stato sabaudo istituì il ghetto: nessun ebreo poteva risiedere all'esterno del recinto stabilito.

Il ghetto aveva sede nella contrada degli Israeliti, già dei Cappellai, (oggi via Aliberti) ed in quella di San Bernardino (l'attuale via Ottolenghi), dove tuttora è presente la sinagoga del XVIII secolo, con il suo interessantissimo museo, ricco di arredi.  

Ingresso del ghetto (via Aliberti), la Sacra conversazione, opera di G. Aliberti

Gli edifici del ghetto sono ancor oggi ben identificabili nel Rione San Secondo. L'esiguità dello spazio edificabile nel ghetto portò gli ebrei a sviluppare le abitazioni in modo sotterraneo e verticale, riducendo l'area dei cortili. La casa degli Artom era la prima casa del ghetto, all'imbocco  della contrada degli Israeliti. Le sue finestre si affacciavano su  piazza San Secondo ed il Palazzo Comunale. La famiglia Artom, rea di possedere le due finestre che si affacciavano “fuori”, sui “gentili”, fu obbligata a far eseguire un affresco raffigurante una “sacra conversazione”, dipinta dal pittore  G. Aliberti (1662-1740), tra le due finestre, ad indennizzo del "privilegio" loro concesso.
Nel 1791, con l'arrivo dei Francesi, gli ebrei furono considerati cittadini liberi a tutti gli effetti, e nel 1797, ad Asti vennero abbattuti i portoni del ghetto. Nel 1810 fu inaugurato il nuovo cimitero (sull'attuale via dei Martiri israelitici) in sostituzione dell'antico Prato degli ebrei, che si trovava tra le attuali vie Antica Zecca e via d'Azeglio. 
Durante la Restaurazione, per un breve periodo (1815) furono ribadite le vecchie restrizioni antiebraiche, ma con lo Statuto Albertino del 1848 avvenne la totale emancipazione della comunità ebraica. Le famiglie ebraiche più ricche acquistarono nuove case fuori il vecchio recinto, anche se questo rimase il quartiere degli ebrei poveri.
 In questo periodo gli ebrei ad Asti erano 267. Nacque la prima macelleria kasher, ed il primo istituto scolastico ebraico in città (l'Istituto Clava). Nel 1889 l'antica sinagoga fu ristrutturata con l'ampliamento del matroneo e dei finestroni. 
Gli ebrei furono così integrati nel tessuto sociale della società ottocentesca astigiana: basti ricordare il senatore Isacco Artom, che fu segretario di Camillo Benso conte di Cavour, i consiglieri comunali Zaccaria Ottolenghi (costruttore e finanziatore del Teatro Alfieri) e Lazzaro Artom. Ancora oggi, nel nome dei palazzi ed in molte lapidi commemorative, si ritrovano inoltre i nomi dei De Benedetti, dei Clava, dei Treves, dei Levi-Montalcini.
Il XX secolo portò la seconda guerra mondiale e le persecuzioni nazi-fasciste, che svuotarono il ghetto deportandone gli abitanti. Solo tre dei trenta deportati fecero ritorno ad Asti (una lapide nel cortiletto della sinagoga ricorda i nomi dei deportati). Dopo la liberazione, gli ebrei astigiani, ridotti ad un numero esiguo, non hanno più potuto ricostruire la loro comunità, che oggi esiste solo come sezione della comunità ebraica di Torino.